# Sant Lluís

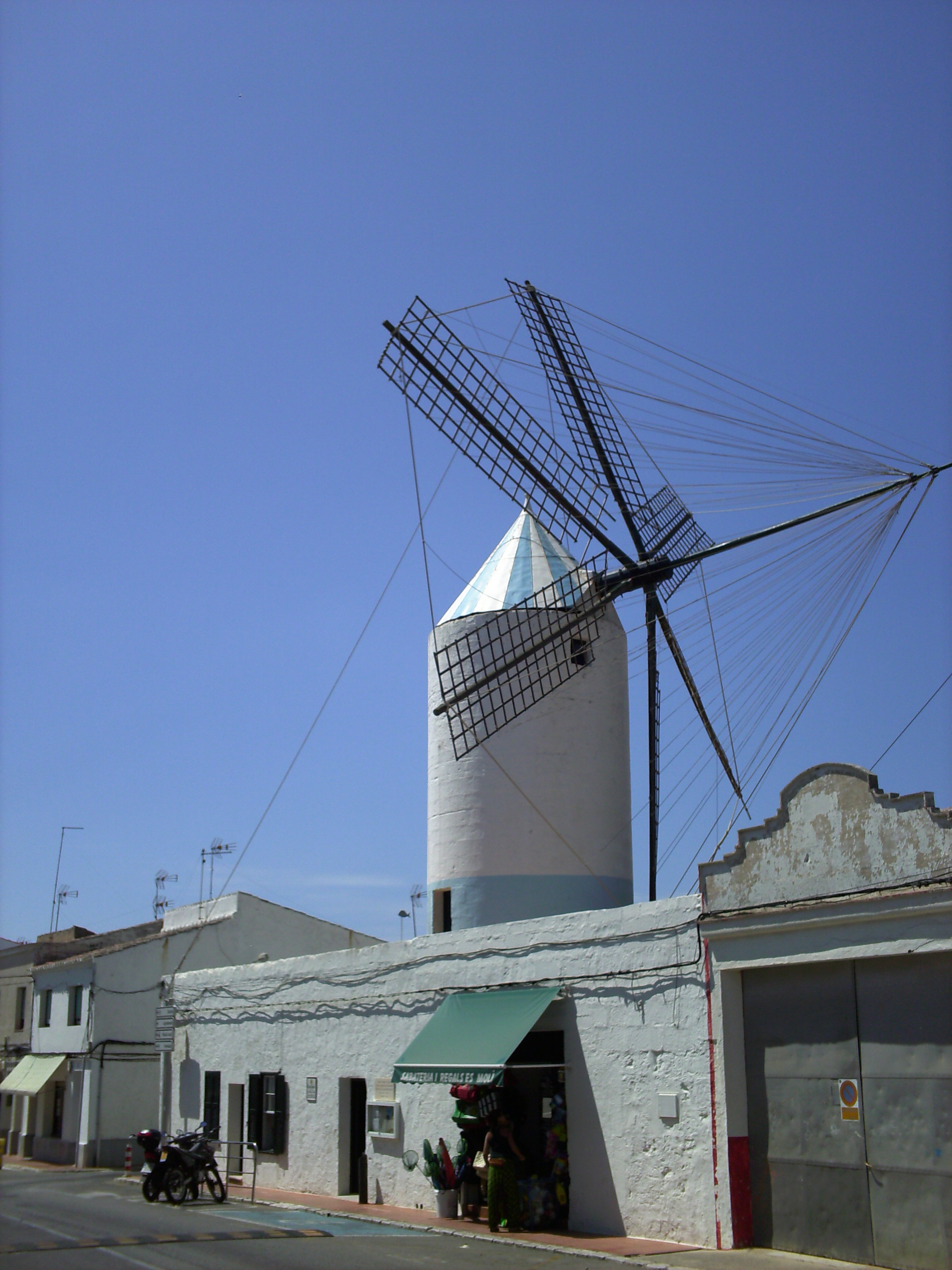
Fragment miasta z El Molí de Dalt

Sant Lluís (hiszp. San Luis) – miasto na Minorce, zlokalizowane we wschodniej części wyspy, bez dostępu do morza, na południe od stolicy – Mahón. Liczba mieszkańców: 6.704, gęstość zaludnienia: 192,92 osoby/km², powierzchnia: 34,75 km².
Miasto uzyskało nazwę na cześć króla Francji – Ludwika XV, w czasie dominacji francuskiej na wyspie (lata 1756–1763). Stanowiło główny ośrodek młynarstwa na Minorce (trzy młyny). Do zabytków i osobliwości należą:
- kwadratowy plac centralny – Sa Creu z neoklasycystycznym kościołem św. Ludwika (na fasadzie herb Królestwa Francji), 30-metrową dzwonnicą i ratuszem, miejsce tradycyjnych targów,
- El Molí de Dalt (Młyn Górny) – muzeum etnograficzne (głównie narzędzia rolnicze) i informacja turystyczna[1].